# Havsrastböle
Havsrastböle (fi. Meri-Rastila) är en stadsdel i Nordsjö distrikt i Helsingfors stad. 
Före 1990-talet var Havsrastböle ett friluftsområde som bestod av skog. Under 1990-talet har man byggt upp en ny stadsdel, men Ramsöudden har till stora delar fredats och de sommarvillor som byggts i början av 1900-talet finns kvar på udden. Bland Helsingfors stadsdelar har Havsrastböle en av de högsta andelarna invånare med utländsk bakgrund, 37,7 procent.

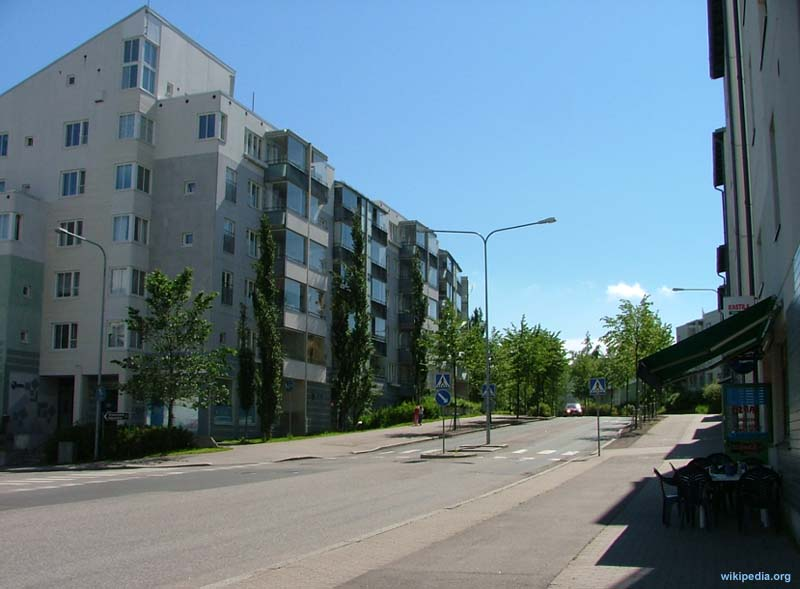
Havsrastbölevägen
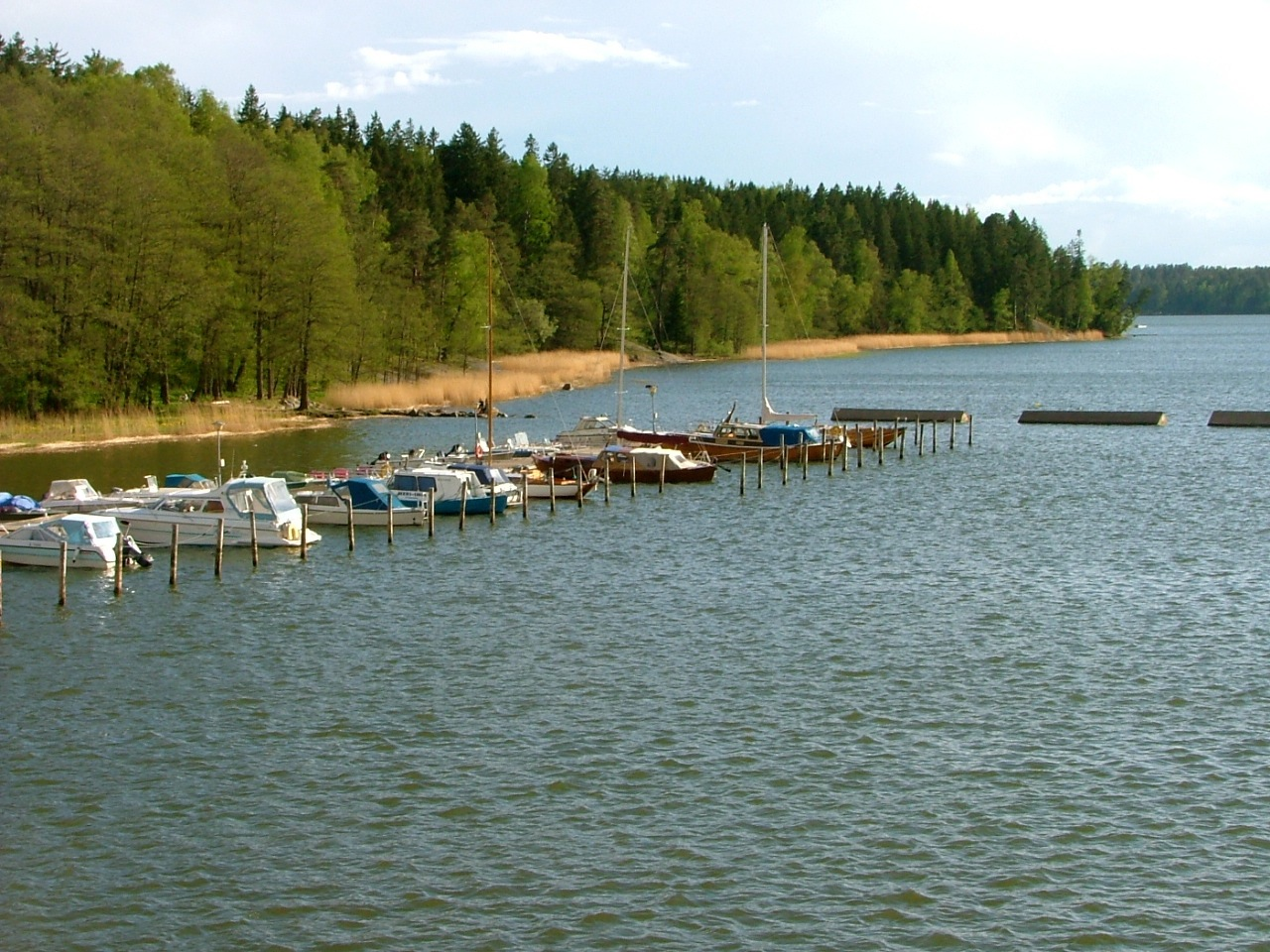
Havsrastböle strand